# Кёочу
Кёочу (кирг. Көөчү) — село в Тюпском районе Иссык-Кульской области Киргизии. Входит в состав Талды-Сууского аильного округа. Код СОАТЕ — 41702 225 876 03 0.

## Население
По данным переписи 2022 года, в селе проживало 2 235 человек.